# Póvoa de Rio de Moinhos e Cafede
Póvoa de Rio de Moinhos e Cafede (oficialmente: União das Freguesias de Póvoa de Rio de Moinhos e Cafede) é uma freguesia portuguesa do município de Castelo Branco, com 41,07 km² de área e 861 habitantes (censo de 2021). A sua densidade populacional é 21 hab./km².

## História
Foi constituída em 2013, no âmbito de uma reforma administrativa nacional, pela agregação das antigas freguesias de Póvoa de Rio de Moinhos e Cafede e tem a sede em Póvoa de Rio de Moinhos.

## Demografia
A população registada nos censos foi:
| Distribuição da População por Grupos Etários | Distribuição da População por Grupos Etários | Distribuição da População por Grupos Etários | Distribuição da População por Grupos Etários | Distribuição da População por Grupos Etários | Distribuição da População por Grupos Etários |
| -------------------------------------------- | -------------------------------------------- | -------------------------------------------- | -------------------------------------------- | -------------------------------------------- | -------------------------------------------- |
| Antes da agregação                           |                                              |                                              |                                              |                                              |                                              |
| Ano                                          | 0-14 anos                                    | 15-24 anos                                   | 25-64 anos                                   | >= 65 anos                                   | Total                                        |
| 2001                                         | 95                                           | 123                                          | 476                                          | 280                                          | 974                                          |
| 2011                                         | 109                                          | 71                                           | 495                                          | 251                                          | 926                                          |
| Após a agregação                             |                                              |                                              |                                              |                                              |                                              |
| Ano                                          | 0-14 anos                                    | 15-24 anos                                   | 25-64 anos                                   | >= 65 anos                                   | Total                                        |
| 2021                                         | 92                                           | 69                                           | 394                                          | 306                                          | 861                                          |